# Estació de la Llosa
La Llosa és una estació de la línia C-6 de la xarxa de Rodalies Renfe de València situada a l'est del nucli urbà de la Llosa a la comarca de la Plana Baixa de la província de Castelló.
L'estació es troba a la línia del Corredor Mediterrani, per la qual cosa passen molts trens de llarg recorregut sense parar.
| Procedència/Destinació     | <        | Línia | >      | Procedència/Destinació |
| -------------------------- | -------- | ----- | ------ | ---------------------- |
| Rodalies València de Renfe |          |       |        |                        |
| València-Nord              | Almenara | C-6   | Xilxes | Castelló de la Plana   |